# Crni gusar
Crni gusar (tal. Il Corsaro Nero) je roman talijanskog romanopisca Emilia Salgarija. Roman je prvi puta počeo izlaziti u nastavcima, u Genovi, 1898. godine. Roman je polučio i nastavak, Kraljica Kariba.

## Radnja
Sedamnaesto je stoljeće. Glavni junak, Emilio di Roccanera, grof od Ventimiglie, izgubio je tri brata, a krivac za njihovu smrt je izdajica, Flamanac Wan Guld. Kako bi obranio obiteljsku čast i osvetio braću, grof postaje Crni Gusar. Zaklinje se da će uništiti izdajicu i cijelu njegovu obitelj. Napušta Europu i odlazi za Wan Guldom u Novi svijet, gdje Wan Guld dobiva položaj vladara španjolske kolonije Maracaibo. U piratskom pohodu u Karipskom moru, igrom sudbine Crni gusar zarobi djevojku Honoratu. Ne znajući da je ona kćer njegovog neprijatelja, zaljubi se u nju. Kada sazna tko joj je otac, nema srca ispuniti zakletvu i ubiti je. Ostavlja je u čamcu na olujnome moru. No neprijatelj mu i dalje izmiče...

## Likovi
- Crni gusar - grof Emilio di Roccanera, vojvoda od Ventimiglie i Velpante, došao je na Karibe u potrazi za izdajicom koji je uništio njegovu obitelj, te se zakleo da će on za uzvrat uništiti njegovu. Ne znajući, zaljubio se u kćer svog najvećeg neprijatelja. Jedan od najslavnijih pirata na Karibima.
- Honorata Wan Guld - kćer vojvode Wan Gulda. Zaljubi se u Crnoga gusara nakon što on zarobi brod kojim ona putuje, ne znajući da se on zakleo uništiti njenu obitelj.
- Wan Guld - flamanski vojvoda, vladar španjolske kolonije Maracaibo. Ubio je brata Emilia di Roccanere, time započinjući ciklus potjera i osveta. Kasnije je ubio još dva brata Crnog gusara, Zelenog gusara i Crvenog gusara.
- Morgan - zamjenik Crnoga gusara i prvi časnik na njegovom brodu Munja. Povijesna osoba.
- Carmaux i Wan Stiller - pirati, pomoćnici Crvenog gusara. Nakon njegove smrti prijeđu u službu Crnog gusara.
- Moko - crnac velike fizičke snage, krotitelj zmija.
- Grof di Lerma - plemić iz Kastilje. Ovisno o situaciji, on je protivnik ili saveznik Crnog gusara.
- Pietro Nau - poznatiji po nadimku Olonjanin (L'Olonnais). Čuveni piratski vođa. Povijesna osoba.
- Michele Bask - pirat iz Baskije. Povijesna osoba.
- Wan Horn - meštar na brodu Crnoga gusara. Kasnije je postao slavni piratski kapetan. Povijesna osoba.

## Zanimljivosti
Iako se godina radnje u romanu ne spominje, L'Olonnaisov pohod na Maracaibo koji je prikazan u romanu dogodio se 1667. godine. No problem je što Crni gusar tvrdi da je Wan Guld ubio njegovog starijeg brata tijekom francusko-nizozemskog rata 1672. godine. Također spominje da je od tada pa do radnje romana prošlo 10 godina, što bi značilo da je roman smješten u 1682. I nastavak, Kraljica Kariba, ima nekoliko povijesnih netočnosti.

## Filmske ekranizacije
Roman je više puta, manje ili više vjerno, prenesen na filmsko platno. Prvi put je ekraniziran u Italiji još u vrijeme nijemog filma, a nakon toga su snimljene još jedna talijanska verzija 1937. i španjolska 1944. Posljednja ekranizacija bila je Crni gusar iz 1971. u kojoj su glumili Terence Hill i Bud Spencer. 1999. talijanska Mondo TV snimila je animiranu seriju pod imenom Crni gusar.